# (15941) Stevegauthier
(15941) Stevegauthier (1997 YX15) – planetoida z pasa głównego asteroid okrążająca Słońce w ciągu 5,31 lat w średniej odległości 3,04 j.a. Odkryta 29 grudnia 1997 roku.